# San Cristoforo (attribuito al Tintoretto)
Il San Cristoforo è un dipinto attribuito al Tintoretto o a suo figlio, Domenico Robusti, e custodito nel Museo d'arte sacra San Martino, ad Alzano Lombardo, in provincia di Bergamo.